# Bulbophyllum umbraticola
Bulbophyllum umbraticola là một loài phong lan thuộc chi Bulbophyllum.